# 島根県道336号吉田掛合インター線
島根県道336号吉田掛合インター線（しまねけんどう336ごう よしだかけやインターせん）は、島根県雲南市を通る一般県道である。

## 概要
島根県道38号掛合上阿井線から松江自動車道 吉田掛合ICに至る。

### 路線データ
- 起点：島根県雲南市吉田町吉田（島根県道38号掛合上阿井線交点）
- 終点：島根県雲南市吉田町吉田（松江自動車道 吉田掛合IC）
- 総延長：1.6 km[1]
- 道路規格：第3種第3級
- 設計速度：50 km/h
- 車線数：完成2車線（対面通行）

## 歴史
- 2012年（平成24年）3月24日 - 開通[1]。

## 路線状況

### 道路施設

#### トンネル
- 龍宮トンネル：延長777 m、2008年（平成20年）竣工、雲南市

## 地理

### 通過する自治体
- 島根県
  - 雲南市

### 交差する道路
| 交差する道路             | 交差する場所 | 交差する場所        |
| ------------------------ | ------------ | ------------------- |
| 島根県道38号掛合上阿井線 | 吉田町吉田   | 起点                |
| E54 松江自動車道         | 吉田町吉田   | 5 吉田掛合IC / 終点 |

### 沿線
- 道の駅たたらば壱番地（起点付近）
- E54 松江自動車道 4 雲南吉田IC（起点付近）